# Flughafen Helsinki-Malmi

i7
i11
i13
Der Flughafen Helsinki-Malmi (auch Flughafen Malmi, IATA-Code: HEM, ICAO-Code: EFHF) liegt im Stadtteil Malmi der finnischen Hauptstadt Helsinki. Er liegt rund 10 Kilometer nordöstlich des Stadtzentrums und war bis zur Eröffnung des Flughafens Helsinki-Vantaa 1952 der Hauptflughafen der Stadt. Heute dient er der allgemeinen Luftfahrt.

## Geschichte
Der erste Flughafen von Helsinki (Flughafen Helsinki genannt) nahm im Jahr 1936 in einem Sumpfgebiet an der Stelle des heutigen Stadtteils Malmi seinen Betrieb auf. Der Vorgänger der Finnair, Aero Oy, stellte dann von Wasserflugzeugen auf Landflugzeuge um und verlegte seinen Flugbetrieb an die heutige Stelle des Flughafens. Dieser wurde am 15. Mai 1938 feierlich eröffnet.
Der Flughafen Malmi war als einer der ersten in der Welt von Anfang an als ein internationaler Flughafen geplant. Am Ende der 1930er Jahre erreichten die Inlandsstrecken schon alle größeren Städte, und 1940 konnte man schon bis nach Petsamo fliegen.
Der Winterkrieg setzte die zivile Luftfahrt in Malmi aus, und der Flughafen wurde von der finnischen Luftwaffe benutzt. Im Fortsetzungskrieg verkehrten sowohl zivile als auch Militärflugzeuge der finnischen und der deutschen Luftwaffe. Nach dem Ende des Fortsetzungskrieges im September 1944 stand der Flughafen unter der Verwaltung der Alliierten Kontrollkommission und wurde den Finnen erst Ende 1946 zurückgegeben.
Die während des Krieges größer und schwerer gewordenen Flugzeuge und der sich schnell entwickelnde Passagierbetrieb stellten den Flughafen vor neue Herausforderungen: Die Kosten für den Umbau der auf sumpfigem Untergrund gebauten Start- und Landebahnen wären zu hoch gewesen, so dass man sich gegen einen Umbau des Flughafens entschied.
Der neue Flughafen Seutula (der heutige Flughafen Helsinki-Vantaa) wurde 1952 eröffnet. Finnland bekam einen neuen Flughafen, der internationalen Standards entsprach. Der gesamte Linienflugverkehr wurde schrittweise auf den neuen Flughafen verlegt.

## Gegenwart und Zukunft

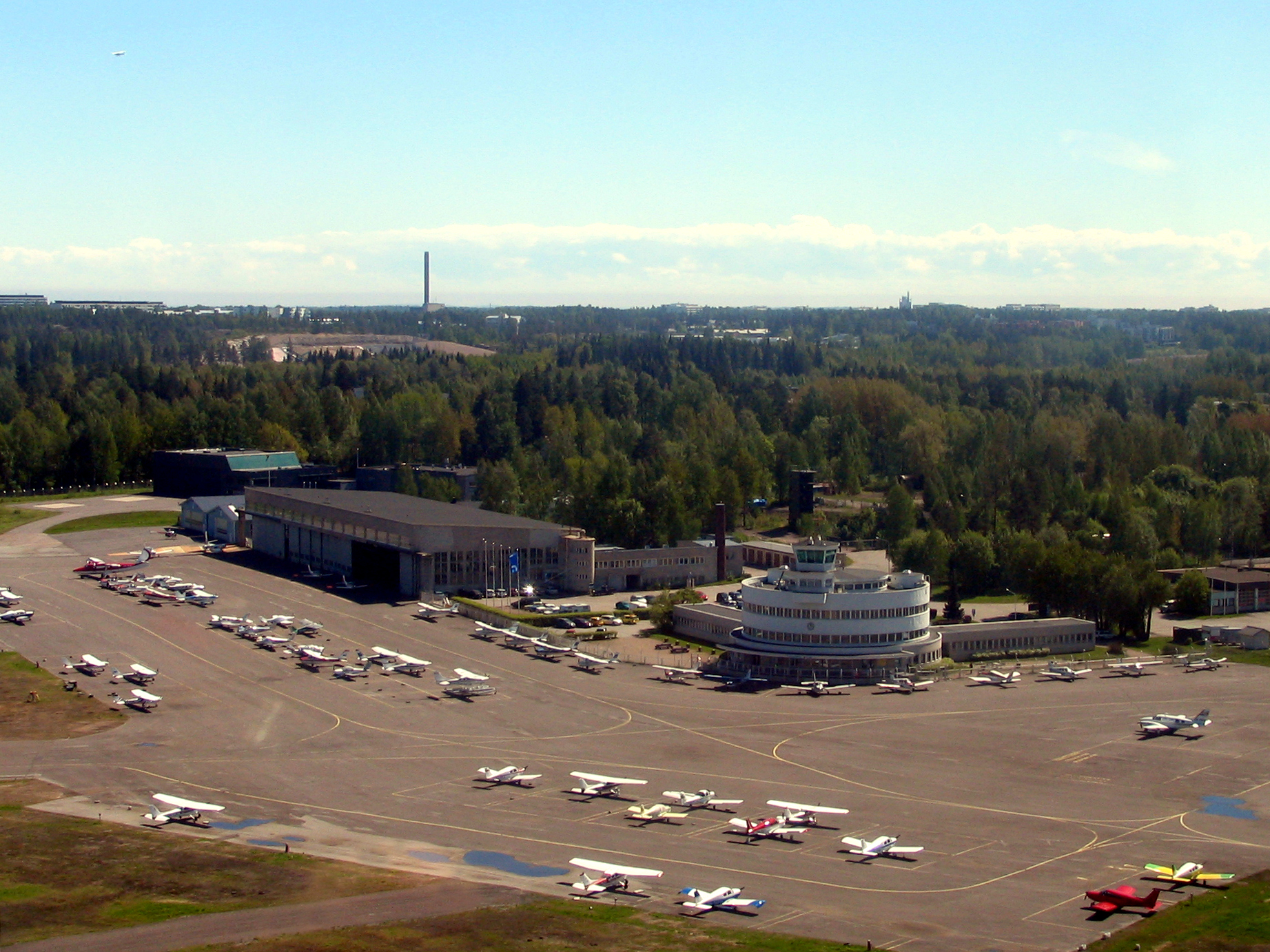
Luftbild des Flughafens.

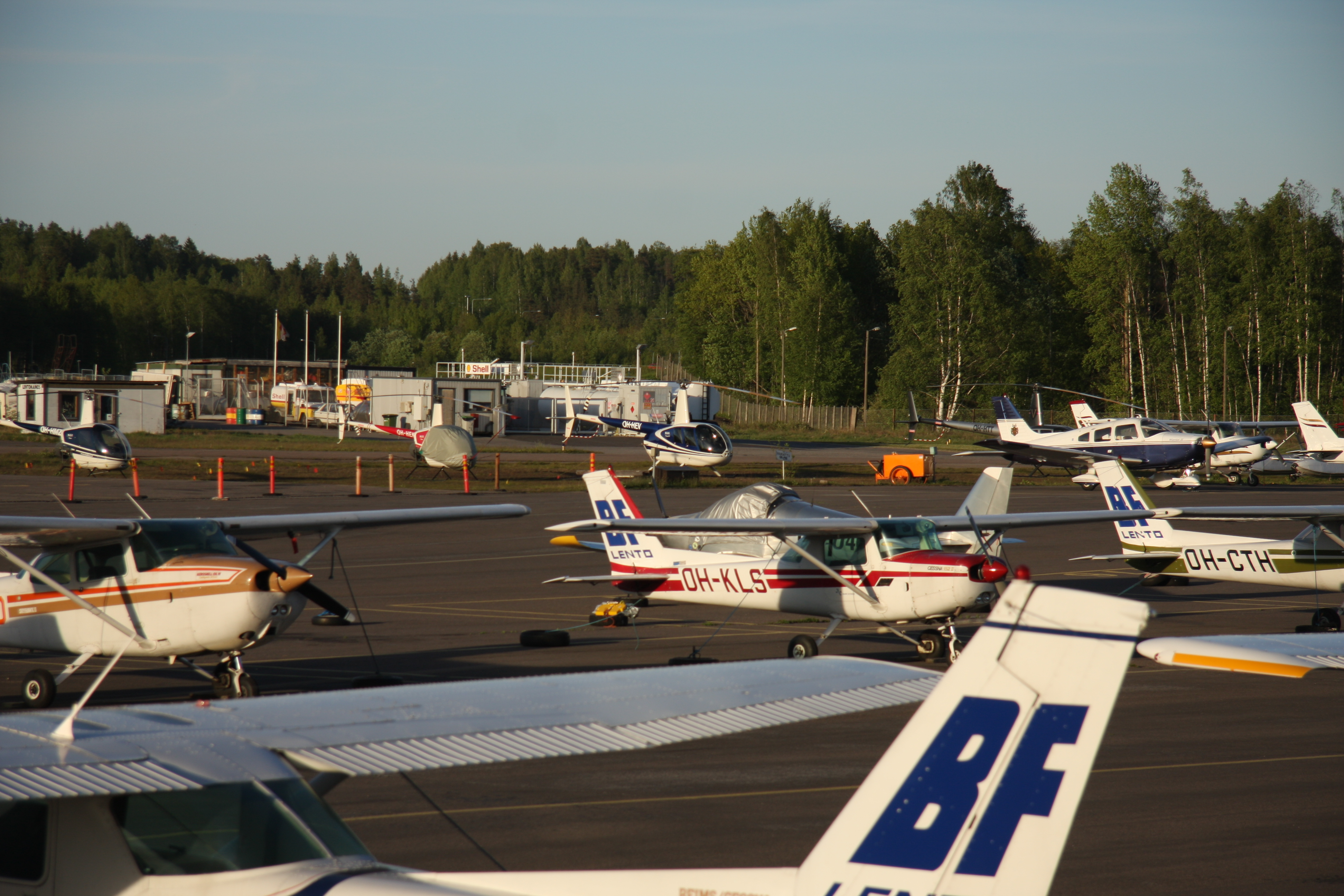
Flugzeuge und Hubschrauber am Flughafen Helsinki-Malmi.

Der Flughafen Helsinki-Malmi wird heute von der allgemeinen Luftfahrt in Helsinki genutzt. Neben der Pilotenausbildung und gewerblichem Flugverkehr dient er der Privatfliegerei und beherbergt mehrere Flugsportvereine. Im Jahr 2002 wurden die Hälfte aller finnischen Piloten und zwei Drittel aller Berufspiloten dort ausgebildet. In Ausnahmesituationen steht Helsinki-Malmi auch den leichteren Passagierflugzeugen als Ausweichflughafen für Helsinki-Vantaa zur Verfügung. Auch das Grenzschutzamt nutzte den Flughafen bis Ende 2016, als der Staat alle seine Operationen an anderen Orten umzog (etwa 14 % von Operationen in Malmi).
Aus der Sicht des Luftverkehrs ist der Flughafen Malmi der einzige frei zugängliche internationale Flugplatz für leichteren Verkehr innerhalb von 150 km Entfernung von der Hauptstadt (Helsinki-Vantaa International ist der einzige koordinierte Flughafen in Finnland, das heißt, es wird kein ungeplanter Verkehr ohne eine Slot-Anwendung bedient, die Stunden im Voraus eingereicht werden muss). Im Jahr 2013 wurden rund 7500 Landungen von Flügen zwischen Malmi und anderen Flugplätzen nur unter Malmis eigenen Flugunternehmen registriert, was Malmi zum zweitgrößten Flughafen für Überlandflüge in Finnland macht.
Der Flughafen Helsinki-Malmi wurde 2004 in der vom World Monuments Fund alle zwei Jahre erstellten Liste der 100 meist gefährdeten Kulturdenkmäler der Welt aufgenommen. Im Juni 2005 wurde der Flughafen nochmals in der WMF-Liste 2006 aufgenommen, und auch die Finnische Arbeitsgruppe der internationalen DoCoMoMo-Vereinigung hat den Flughafen inventarisiert.

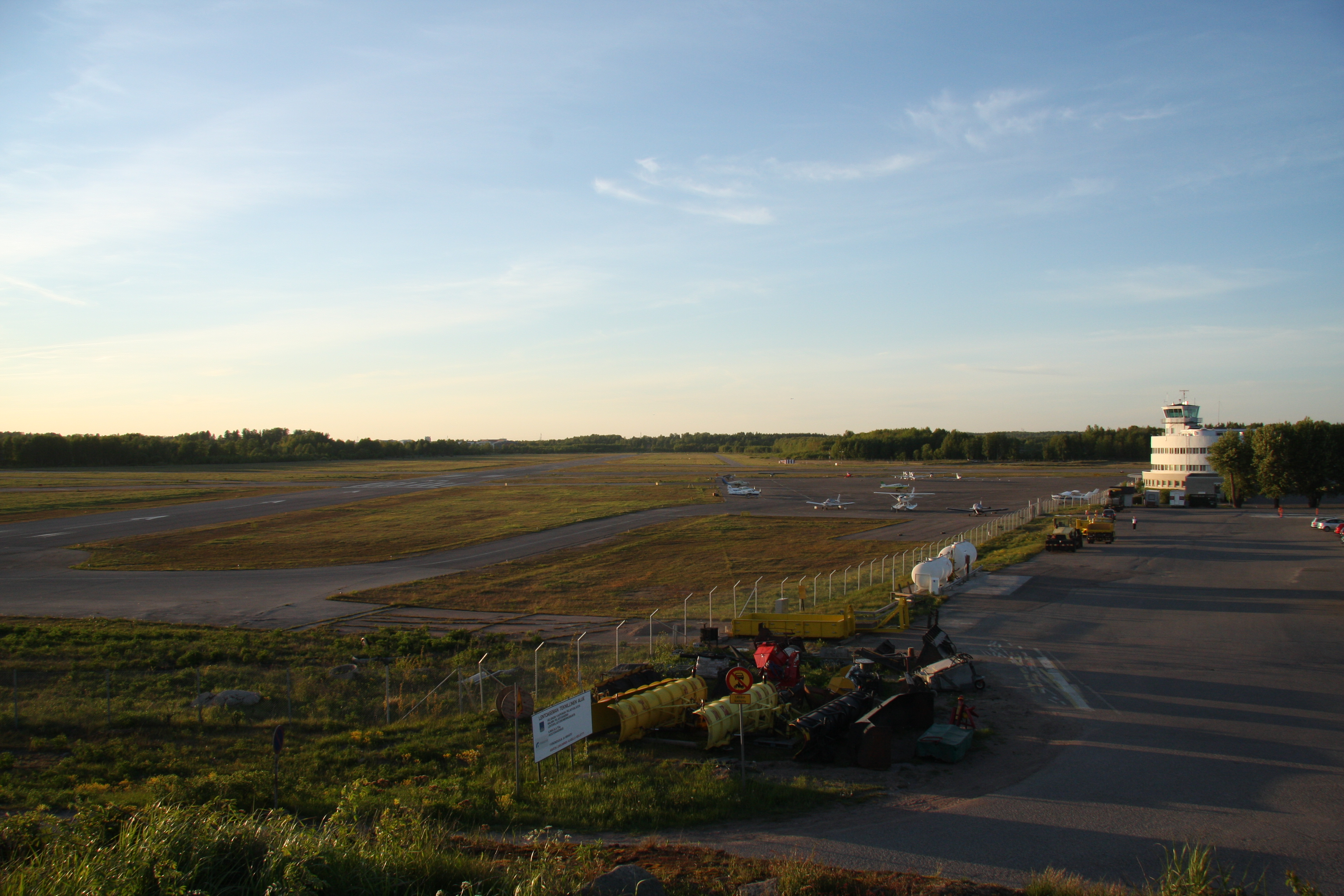
Landebahn 36 in der Abendsonne.

Die Zukunft des Flughafens ist seit langem unsicher, weil die Stadt Helsinki das Gelände langfristig zum Wohnungsbau vorgesehen hat. Der Streit um die Schließung des Flughafens eskalierte im Jahr 2005, als die Stadt Helsinki vorhatte, den eigentlich bis 2034 gültigen Pachtvertrag über das Flughafengelände zwischen dem Staat und Helsinki vorzeitig aufzulösen. Da der Staat diesem Vorhaben zunächst eher ablehnend gegenüberstand und Helsinki gleichzeitig anderweitig große Neubauflächen zur Verfügung bekam, verlor das Thema zunächst an Aktualität. Im Februar 2011 ging der Oberbürgermeister von Helsinki, Jussi Pajunen, davon aus, dass sich das endgültige Schicksal des Flughafens erst nach 2020 klären würde.
Am 25. März 2014 traf die finnische Regierung jedoch die grundsätzliche Entscheidung, den Flughafen Helsinki-Malmi zu schließen und das Gelände zum Wohnungsbau freizugeben. Hier sollen Wohnungen für 20.000 – 30.000 Menschen entstehen. Der Flughafen soll spätestens in den frühen 2020er Jahren geschlossen werden. In ihrem schriftlichen Beschluss setzt die Regierung voraus, dass vor der Schließung das Grenzschutzamt und die Zivilluftfahrt auf einen anderen Flugplatz verlegt werden müssen.
Am 16. März 2016 wählte der europäische Denkmalschutzverbund Europa Nostra den Flughafen Helsinki-Malmi als eine der sieben meistgefährdeten Stätten des Kulturerbes in Europa.
Am 30. Dezember 2016 hat Finavia, der größte Betreiber finnischer Flughäfen, den Betrieb in Malmi eingestellt. Seit dem 1. Januar 2017 ist der Flugplatz vollständig im Besitz der Stadt Helsinki. Die Stadt betreibt Malmi nur noch als unkontrollierten Flugplatz und erhält nur noch die Landebahn 18/36 für den Betrieb.
Die Gesetzesinitiative „Lex Malmi“ fordert die Bewahrung des Flughafens Malmi in der Luftfahrt durch Gesetzgebung. Sie wurde in zwei Monaten von mehr als 56.000 Finnen unterstützt und am 8. Februar 2017 dem finnischen Parlament  vorgelegt. Das Ziel der Initiative ist es, die künftige Erreichbarkeit Helsinkis und Finnlands per Luftweg zu sichern und das international anerkannte Kulturerbe zu retten.